# Gatto himalaiano
L'himalaiano è una razza di gatti a pelo lungo, derivante dal gatto persiano.

## Storia
All'inizio del secolo XX, in alcuni allevamenti americani, in seguito a svariati incroci tra il gatto persiano ed il gatto siamese, fu selezionata questa razza, anche se, per molte associazioni feline, questa è una sottorazza del persiano.

## Mantello
Il pelo è lungo e folto, ma la caratteristica più apprezzata è sicuramente il colore degli occhi, dall'azzurro al blu molto intenso. il corpo è robusto e morbido molto simile al persiano 

### Colori
- Seal Point
- Red Point
- Lilac Point
- Cream Point
- Chocolate Point
- Blue Point